# Colomastix japonica
Colomastix japonica is een vlokreeftensoort uit de familie van de Colomastigidae. De wetenschappelijke naam van de soort is voor het eerst geldig gepubliceerd in 1955 door Bulycheva.